# Луций Виргиний
Лу́ций Вирги́ний или Верги́ний (лат. Lucius Virginius/Verginius; умер после 449 года до н. э.) — герой древнеримской легенды, упомянутый автором «Римской истории» Титом Ливием в 3-м томе его трактата, занимавший должность народного трибуна в 449 году до н. э.

## Сюжет
Децемвиру (сенатору) Аппию Клавдию, одному из Коллегии Десяти, избранной для создания кодекса законов, и ненавидевшему простых людей, понравилась Виргиния, дочь центуриона из плебеев Луция Виргиния, образцового воина и гражданина. Луций Виргиний просватал дочь за трибуниция (бывшего плебейского трибуна) Луция Ицилия, доблестно отстаивавшего права плебеев.
Когда старания Аппия Клавдия овладеть плебейкой не удались, он подговорил своего клиента Марка Клавдия объявить публично, что Виргиния — его рабыня, и требовать её к себе через децемвира. На суде Марк Клавдий пожаловался, что девушка родилась в его доме, откуда была похищена и подброшена Виргинию, а сам он узнал об этом, благодаря доносу и готов представить доказательства, а пока рабыня должна находится в его доме.
Заседавший в суде Аппий Клавдий принял решение, что Марк Клавдий может взять девушку к себе; приведённый в отчаяние жених дал знать Виргинию о происходящем. Тот прибежал в зал суда и зарезал дочь, спасая её от позора, воскликнув при этом: 

«Аппий, этою кровью невинной я передаю тебя в жертву подземным богам!»
Народ заволновался. Под влиянием страстных речей Луция Виргиния и Луция Ицилия произошло восстание 449 года до н. э., и власть децемвиров была свергнута.
Аппий Клавдий окончил жизнь самоубийством в темнице. Неизвестно, была ли эта легенда придумана, чтобы объяснить историческое восстание, или преследовалась цель дискредитации старинной патрицианской фамилии Клавдиев.
Эта легенда послужила сюжетом многих драматических произведений, картин и скульптур.